# Pico do Jabre
O Pico do Jabre é o ponto culminante do estado brasileiro da Paraíba, localizado no município de Matureia, região da Serra do Teixeira, parte integrante do Planalto da Borborema. Possui 1.208 metros de altitude, em medição divulgada pelo Instituto Brasileiro de Geografia e Estatística (IBGE) no ano de 2023.
O acesso ao Pico do Jabre pode ser feito por trilhas, que levam a um mirante natural que oferece uma visão impressionante da paisagem, incluindo a vista de várias cidades da região. Além da vista deslumbrante, o local também oferece várias opções de lazer e entretenimento, como camping, escalada, rapel, voo livre, dentre outras atividades.
O Pico do Jabre é uma das principais atrações turísticas do estado, sendo muito procurado por pessoas que buscam um contato mais próximo com a natureza e uma vista panorâmica da região e de todo o Parque Estadual, criado em 1993, que visa proteger a fauna e a flora local.

## Características
O Jabre é um dos pontos culminantes da Região Nordeste e o segundo mais alto do planalto da Borborema, menor apenas que o pico do Papagaio, em Pernambuco.
Caracteriza-se pela presença de afloramentos rochosos (graníticos e gnáissicos), e pela vegetação semicaducifólia, subxerofítica, conhecida como "mata serrana", com elementos florísticos característicos da mata úmida e da caatinga.

## Espécies
Por ser um Brejo de altitude, as condições climáticas da área do entorno do Pico do Jabre oferecem um ambiente receptivo para diversas espécies de animais e plantas, algumas delas endêmicas, como espécies raras de borboletas, assim como uma espécie de jararaca que só existe lá, chamada de jararaca-do-Jabre (Bothrops jabrensis).